# Valentina Kameníková
Valentina Kameníková (geb. Walentina Michailowna Waks (russisch Валентина Михайловна Вакс); * 20. Dezember 1930 in Odessa; † 29. November 1989) war eine ukrainische Pianistin und Musikpädagogin.
Kameníková hatte ab dem zweiten Lebensjahr Klavierunterricht und besuchte die von Pjotr Solomonowitsch Stoljarski gegründete Musikschule für begabte Kinder in Odessa. Sie gewann neunjährig einen Kinderkompositionswettbewerb und trat elfjährig öffentlich als Solistin in Haydns Klavierkonzert in D-Dur auf. 1941 wurde sie mit ihrer Familie wegen ihrer jüdischen Herkunft nach Sibirien deportiert. 1948 kehrte sie nach Odessa zurück und setzte ihre Ausbildung an der Zentralen Musikschule fort. 1950 schloss sie das Studium mit einer Aufführung von Franz Liszts Klavierkonzert in Es-Dur ab.
Von 1954 bis 1957 absolvierte sie ein Postgraduiertenstudium am Moskauer Konservatorium bei Heinrich Neuhaus, dem Lehrer von Swjatoslaw Richter und Emil Gilels. Sie hatte 1954 einen Tschechen geheiratet und übersiedelte mit diesem 1957 in die Tschechoslowakei. Hier absolvierte sie von 1959 bis 1961 an der Akademie der musischen Künste in Prag (AMU) ein Aufbaustudium bei František Rauch. Ab 1963 unterrichtete sie am Prager Konservatorium, ab 1970 am AMU.
Bekannt wurde Kameníková vor allem als Interpretin der klassischen russischen Klavierliteratur. Hoch geschätzt wurden ihre Aufführungen des Klavierkonzerts von Tschaikowski und seiner Großen Klaviersonate op. 37. Für ihre Einspielung von Mozarts Klaviersonaten wurde sie mit der Wiener Flötenuhr ausgezeichnet. Insgesamt nahm sie zwischen 1963 und 1988 mehr als fünfzig große Werke der Klavierliteratur bei Supraphon auf.

## Quelle
- CoJeCo - Kameníková, Valentina (Memento vom 10. Juni 2015 im Internet Archive)

| Personendaten    | Personendaten                            |
| ---------------- | ---------------------------------------- |
| NAME             | Kameníková, Valentina                    |
| KURZBESCHREIBUNG | ukrainische Pianistin und Musikpädagogin |
| GEBURTSDATUM     | 20. Dezember 1930                        |
| GEBURTSORT       | Odessa                                   |
| STERBEDATUM      | 29. November 1989                        |